# 1432 Ethiopia
Az 1432 Ethiopia (ideiglenes jelöléssel 1937 PG) a Naprendszer kisbolygóövében található aszteroida. Cyril Jackson fedezte fel 1937. augusztus 1-én, Johannesburgban.